# Eulacurbs
Eulacurbs is een geslacht van hooiwagens uit de familie Biantidae.
De wetenschappelijke naam Eulacurbs is voor het eerst geldig gepubliceerd door Roewer in 1949. 

## Soorten
Eulacurbs is monotypisch en omvat slechts de volgende soort:
- Eulacurbs paradoxa